# 툴카름주
| \| \| 요르단강 서안 지구 팔레스타인 \| v • d • e • h \| |                               |               |
| 제닌 카바티야 야바드 알야문 제닌주 툴카름 툴카름주 투바스주 투바스 나블루스 나블루스주 칼킬리야주 칼킬리야 살피트주 살피트 라말라알비레주 라말라 알비레 베이투니아 예리코 예리코주 동예루살렘 예루살렘주 베들레헴 베들레헴주 헤브론주 할훌 헤브론 야타 두라 아드다힐리아 |                               |               |
| Flag of Palestine | 요르단강 서안 지구 팔레스타인 | v • d • e • h |

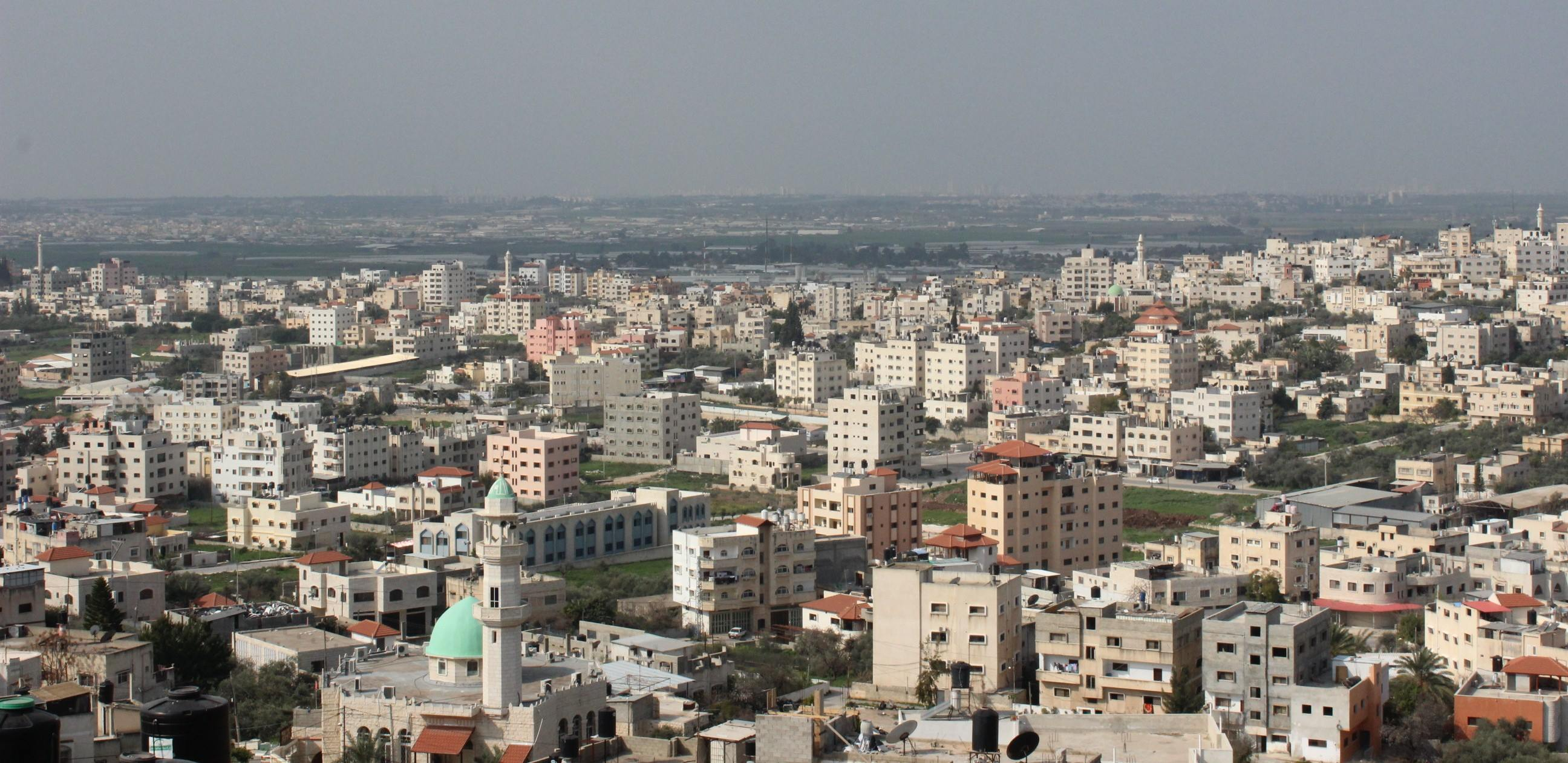

툴카름주(아랍어: محافظة طولكرم)는 팔레스타인의 행정 구역으로, 요르단강 서안 지구 북서부에 위치한다. 주도는 툴카름이며 인구는 172,800명(팔레스타인 자치 정부 중앙통계국이 발표한 통계 자료를 기준으로 함), 면적은 268km2이다.

## 같이 보기
- 팔레스타인 영토
- 팔레스타인